# Školjkasti cvijet
Školjkasti cvijet (lat. Moluccella), biljni rod iz porodice usnača kojemu pripada barem 8 vrsta  jednogodišnjeg raslinja i trajnica iz središnje i jugozapadne Azije i Mediterana (afrički i euroski dio). Neke vrste introducirane su i na američko tlo.
Školjkasti cvijet može narasti do jednog metra visine, listovi su nazubljeni, a cvjetovi bijeli.

## Vrste
1. Moluccella aucheri (Boiss.) Scheen
2. Moluccella bucharica (B.Fedtsch.) Ryding
3. Moluccella fedtschenkoana (Kudr.) Ryding
4. Moluccella laevis L.
5. Moluccella olgae (Regel) Ryding
6. Moluccella otostegioides Prain
7. Moluccella sogdiana (Kudr.) Ryding
8. Moluccella spinosa L.